# Fresles
Fresles ist eine französische Gemeinde mit 229 Einwohnern (Stand: 1. Januar 2022) im Département Seine-Maritime in der Region Normandie. Sie gehört zum Arrondissement Dieppe und zum Kanton Neufchâtel-en-Bray und ist Mitglied des Kommunalverbands Communauté Bray-Eawy. Die Bewohner werden Freslois und Fresloises genannt.

## Geographie
Fresles ist ein Bauerndorf im Naturraum Pays de Bray. Es liegt im Zentrum des Départements, etwa 38 Kilometer nordöstlich von Rouen und etwa 28 Kilometer südöstlich von Dieppe.

### Nachbargemeinden
Umgeben wird Fresles von den sechs Nachbargemeinden:
| Mesnil-Follemprise | Bures-en-Bray | Mesnières-en-Bray      |
|                    | Kompass       | Saint-Martin-l’Hortier |
| Pommeréval         |               | Bully                  |

## Bevölkerungsentwicklung
Die Bevölkerungsanzahl ist durch Volkszählungen seit 1793 bekannt. Die Einwohnerzahlen bis 2005 werden auf der Website der École des Hautes Études en Sciences Sociales veröffentlicht.
| Jahr | Bevölkerungsanzahl |
| ---- | ------------------ |
| 1962 | 211                |
| 1968 | 186                |
| 1975 | 173                |
| 1982 | 151                |
| 1990 | 166                |
| 1999 | 147                |
| 2006 | 208                |
| 2015 | 237                |

## Sehenswürdigkeiten
Am 13. Februar 1970 wurde die Kirche Notre-Dame aus dem 13. Jahrhundert mit Wandmalereien aus dem 15. Jahrhundert als Monument historique klassifiziert.